# Telescópio Espacial James Webb
O Telescópio Espacial James Webb (em inglês James Webb Space Telescope, JWST) é um telescópio espacial desenvolvido em conjunto pela NASA, a ESA e a CSA, com a finalidade de colocar no espaço um observatório para captar a radiação infravermelha. O telescópio pode observar a formação das primeiras galáxias e estrelas, estudar a evolução das galáxias e ver os processos de formação das estrelas e dos planetas. O telescópio foi inicialmente denominado de Next Generation Space Telescope ou NGST. O termo "Next Generation" refere-se ao fato que se pretende que ele venha a substituir o Telescópio espacial Hubble, pois após o seu lançamento, novas tecnologias foram desenvolvidas, permitindo construir o novo telescópio sob uma nova concepção. Posteriormente o telescópio infravermelho foi renomeado em 2002, em honra a um antigo administrador da agência espacial americana, James Edwin Webb, que liderou o programa Apollo, além de uma série de outras importantes missões espaciais.
Este telescópio tem a intenção de substituir parcialmente as funções do telescópio espacial Hubble. Sua massa equivale a aproximadamente metade do Hubble, porém seu espelho primário possui um diâmetro 2,5 vezes maior e uma área de espelho seis vezes maior que a do Hubble, permitindo captar muito mais luz. O telescópio também tem um melhor equipamento para captar a radiação infravermelha. Ele também operara bem mais distante da Terra, orbitando no halo que constitui o segundo ponto de Lagrange L2. No total, o programa de desenvolvimento e construção do James Webb, que durou dezessete anos do comissionamento até a conclusão da construção, custou aproximadamente US$ 10 bilhões de dólares.
O equipamento levou cerca de três meses para atingir a sua órbita final. Sua vida útil será limitada pela distância do Ponto de Lagrange L2, além da órbita da Lua e fora do alcance de qualquer nave tripulada disponível atualmente, o que impedirá o telescópio de sofrer manutenção; e também pelos estoques limitados de refrigeradores e combustíveis utilizados para mantê-lo em órbita, devendo ser pequena quando comparada com o telescópio Hubble.
O James Webb foi lançado em 25 de dezembro de 2021 a partir do Centro Espacial de Kourou, na Guiana Francesa. No dia 24 de janeiro de 2022, chegou ao seu destino, o ponto de Lagrange L2. Seu primeiro alvo foi a estrela HD 84406, situada a aproximadamente 241 anos-luz da Terra. No entanto, as imagens iniciais produzidas não serão diretamente usadas para estudos científicos, já que estarão desfocadas e servirão apenas para auxiliar no alinhamento dos 18 segmentos hexagonais do espelho primário do telescópio. A publicação das primeiras imagens científicas coloridas e com espectroscopia foi realizada no dia 12 de julho de 2022.

## Missão

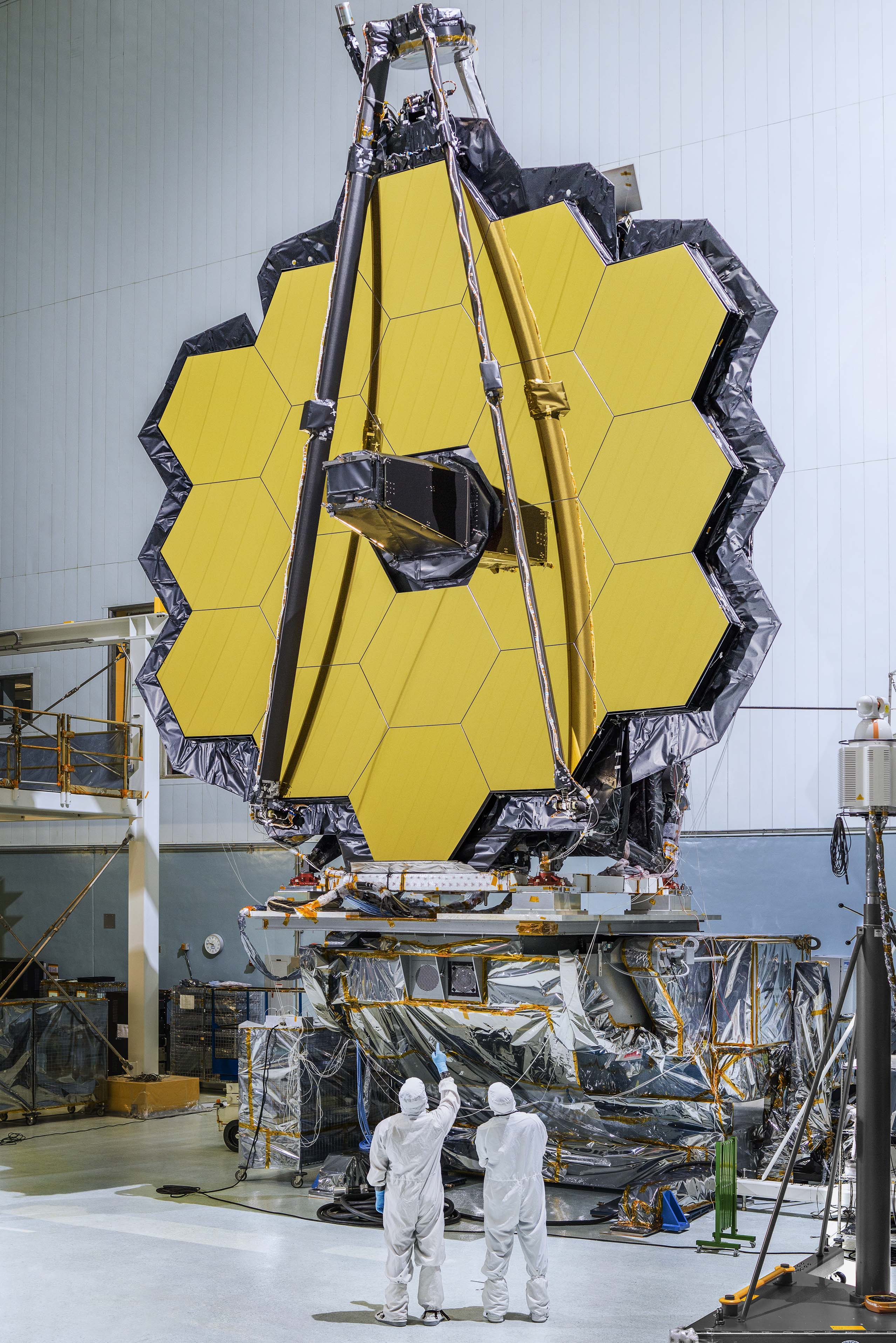
O espelho principal do James Webb na enorme sala do Goddard Space Flight Center da NASA em Greenbelt, Maryland.

A missão primária do JWST é a de examinar a radiação infravermelha resultante da grande expansão (Big Bang) e realizar observações sobre a infância do Universo. Para realizar tais estudos com uma sensibilidade sem precedentes, todo o Observatório é mantido frio, e as grandes fontes de interferência de infravermelho como o Sol, a Terra e a Lua são bloqueados.
Para conseguir tal feito, o JWST tem um grande escudo solar dobrável metalizado, que se abriu no espaço e bloqueia todas essas fontes de irradiação de infravermelho; aliado a um sistema de resfriamento com uso de radiadores. O tempo nominal de missão e observações do telescópio é de cinco anos, com o objetivo de que chegue a dez anos. A missão planejada de cinco anos se iniciará após uma fase de comissionamento e ajustes de seis meses.

### Objetivos
O Telescópio Espacial James Webb tem quatro objetivos principais:
- Pesquisar a luz das primeiras estrelas e galáxias que se formaram no Universo após o Big Bang;
- Estudar a formação e evolução das galáxias;
- Entender a formação de estrelas e sistemas planetários;
- Estudar os sistemas planetários e as origens da vida.[21]

### Lançamento

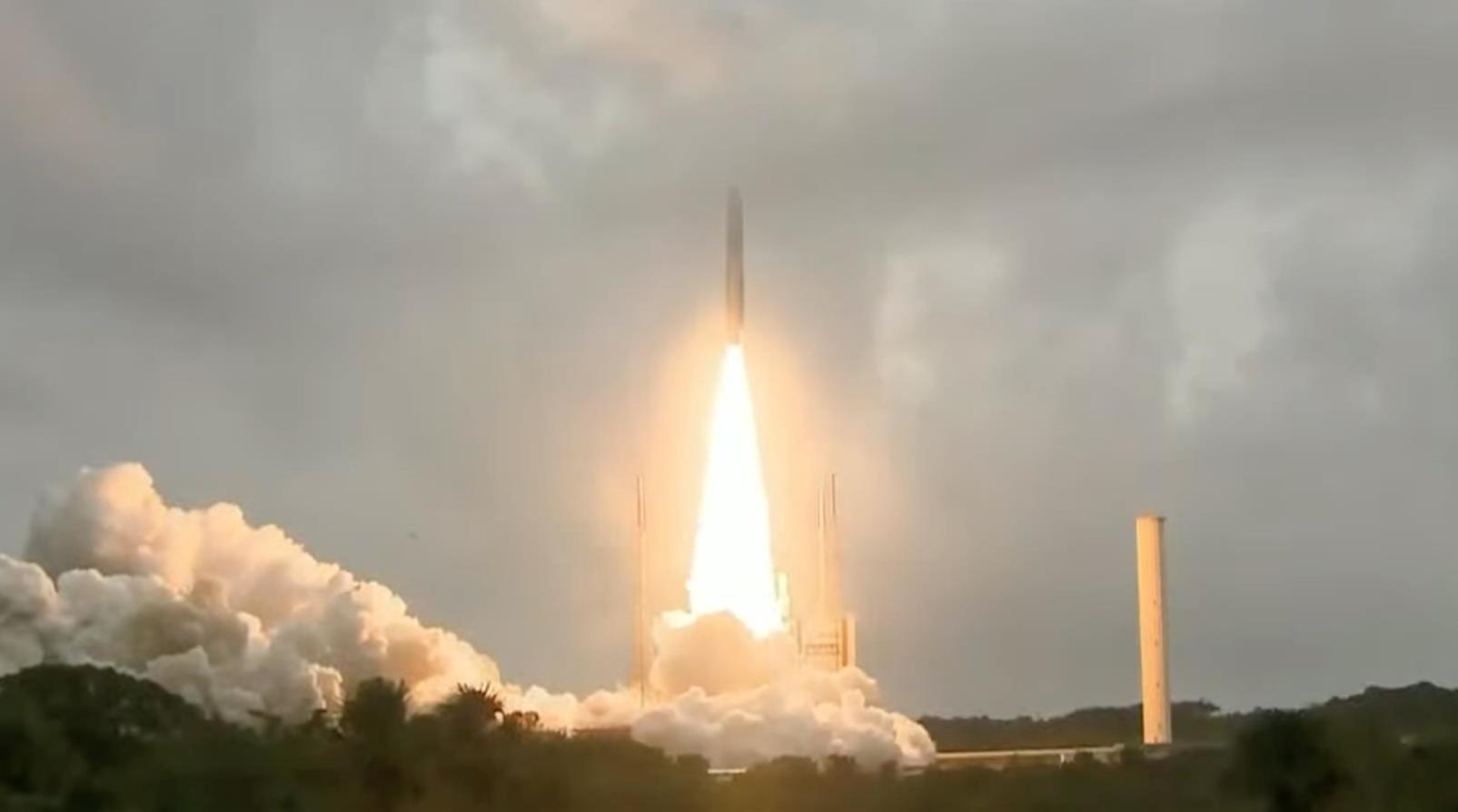
Lançamento do James Webb a bordo do Ariane 5.

O lançamento (designado "Ariane flight VA256") ocorreu no dia 25 de dezembro de 2021, em um foguete Ariane 5 no Centro Espacial de Kourou, na Guiana Francesa. Após o sucesso do lançamento, o administrador da NASA, Bill Nelson, afirmou que este é "um grande dia para o planeta Terra".
31 minutos após o lançamento, o telescópio iniciou o processo de implantação de seus painéis solares, antena, escudo solar, espelho e braço, que deverá se estender por treze dias.

### Astronomia infravermelha
O Telescópio Espacial James Webb é o sucessor formal do Telescópio espacial Hubble, e como seu foco primário é na astronomia infravermelha, ele também é um sucessor do Telescópio espacial Spitzer. O James Webb ultrapassa as capacidades de ambos os predecessores, sendo capaz de ver estrelas e galáxias mais velhas e em maior quantidade. Observar no espectro infravermelho é uma técnica chave para conseguir isso, devido ao desvio cosmológico para o vermelho, e porque este tipo de radiação penetra melhor na poeira e no gás. Isto permite a observação de objetos mais obscuros e frios. Como o vapor d'água e o dióxido de carbono na atmosfera terrestre absorvem a maior parte das frequências neste espectro, a astronomia infravermelha baseada no solo é limitada a faixas de ondas estreitas que a atmosfera absorve menos. Adicionalmente, a atmosfera em si emite este tipo de radiação, frequentemente cobrindo a luz dos objetos sendo observados; o que faz um telescópio espacial ser preferível para observações em infravermelho.

## Características

### Localização e órbita
O JWST opera em uma órbita de halo, circulando em torno de um ponto no espaço conhecido como ponto Sol-Terra L2 Lagrange, aproximadamente 1 500 000 km além da órbita da Terra ao redor do Sol. Sua posição real varia entre cerca de 250 000 km e 832 000 km de L2 enquanto orbita, mantendo-o fora da sombra da Terra e da Lua. Esse arranjo mantém a temperatura da espaçonave constante e abaixo dos 50 K (-223 °C) necessários para observações infravermelhas fracas.

### Controle térmico
O protetor solar JWST é um sistema de controle térmico passivo implantado após o lançamento para proteger o telescópio e a instrumentação da luz e do calor do Sol, da Terra e da Lua. Sua finalidade é permitir que o telescópio infravermelho funcione em ou abaixo de sua temperatura de projeto de 40 kelvins (-233 °C). O telescópio, portanto, usa um grande protetor solar para bloquear a luz e o calor do Sol, da Terra e da Lua, e sua posição perto do Sol-Terra L2 mantém todos os três corpos no mesmo lado da espaçonave o tempo todo. O protetor mantém uma temperatura estável para as estruturas no lado escuro, o que é fundamental para manter o alinhamento preciso dos segmentos do espelho primário no espaço.

### Instrumentos

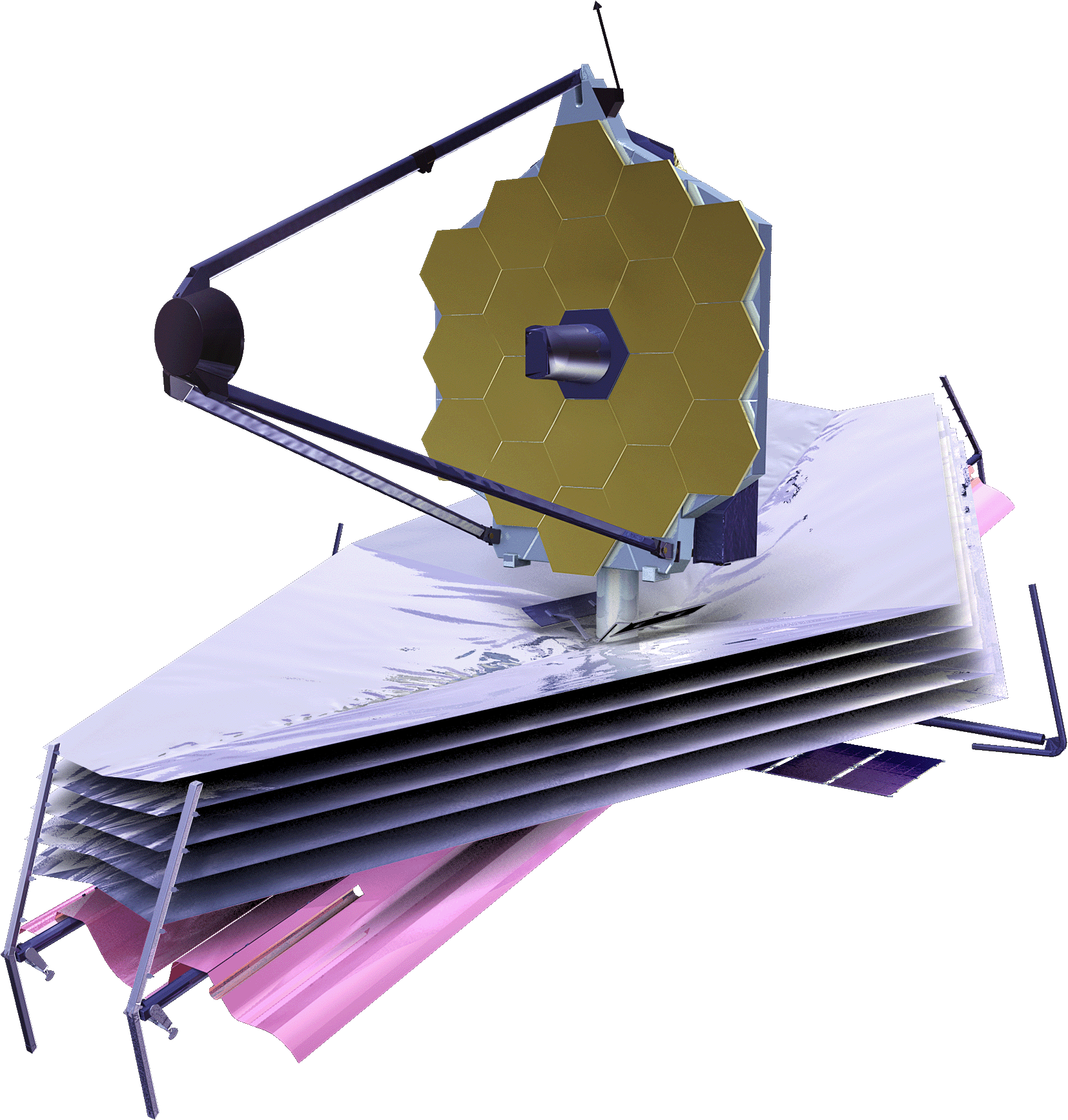
Ilustração do James Webb.

Os três principais módulos de instrumentos do telescópio são:
- Integrated Science Instrument Module - (ISIM);
- Optical Telescope Element - (OTE);
- Space Support Module - (SSM).

O ISIM é um sistema todo distribuído que consiste em um módulo criogênico que é integrado com o OTE e com os software, circuitos de processadores e demais instrumentos eletrônicos, localizados na parte quente do SSM.
O ISIM fornece estrutura, ambiente e meio de transporte para os dados que forem coletados pelos três módulos científicos: NIRCam, NIRSpec e o MIRI. Além sensor de ajuste fino (Fine Guidance Sensor - FGS):
- Near Infrared Camera (NIRCam)  = Câmera de infravermelho;[32]
- Mid Infrared Instrument (MIRI) = Instrumentos para o infravermelho;[33]
- Near Infrared Spectrograph (NIRSpec) = Espectrógrafo de infravermelho.[34]

A Northrop Grumman Space Technology é a principal empreiteira responsável pelo desenvolvimento e pela integração do Observatório. Eles são os responsáveis pelo desenvolvimento e construção da nave espacial, que incluem ambos; o corpo principal e o escudo solar. A Ball Aerospace foi subcontratada para desenvolver e construir o Optical Telescope Element (OTE). A Goddard Space Flight Center é a responsável por fornecer o Integrated Science Instrument Module (ISIM).

## História
O trabalho no projeto começou há mais de 30 anos na STScI com o desafio de “pensar na próxima grande missão além do Hubble”. O desenvolvimento de um conceito de missão veio em setembro de 1989, com um workshop realizado no STScI, antes do lançamento do Hubble. O workshop cobriu as oportunidades científicas e os desafios tecnológicos de tal missão e baseou-se em pesquisas anteriores até aquela data.

### Histórico
| Ano  | Eventos                                                              |
| ---- | -------------------------------------------------------------------- |
| 1996 | Iniciado o projeto do Telescópio Espacial de Próxima Geração (8 m)   |
| 2002 | Telescópio chamado Telescópio Espacial James Webb, alterado para 6 m |
| 2003 | Contrato TRW adjudicado à construção                                 |
| 2004 | NEXUS cancelado                                                      |
| 2007 | ESA/NASA MOU                                                         |
| 2010 | MCDR aprovado                                                        |
| 2011 | Cancelamento proposto                                                |
| 2016 | Montagem final concluída                                             |
| 2021 | Lançamento                                                           |
| 2022 | Primeira imagem de campo profundo                                    |

As discussões de uma continuação do Hubble começaram na década de 1980, mas um planejamento sério começou no início da década de 1990. O painel UV-Optical in Space da National Academies de 1990 deu impulso ao conceito ao recomendar um telescópio espacial resfriado de 6 metros como sucessor do Hubble. O desenvolvimento de um conceito de Telescópio Espacial de Próxima Geração de 8 metros (NGST) nos próximos dois anos se concentrou em um telescópio visível e infravermelho resfriado, uma vez que ficou claro que era tecnicamente impraticável incluir os recursos de UV.
Em 1993, o Space Telescope Institute Council (STIC) nomeou um comitê para estudar as missões de astronomia espacial do século 21 e dois anos depois, o comitê recomendou um telescópio de 4 m – menor do que o NGST de 8 a 10 metros inicialmente discutido, mas mantendo a capacidade muito importante de ver a luz infravermelha. Mais tarde, a NASA restaurou o NGST para 8 metros.
Basicamente, o conceito de telescópio Hi-Z foi desenvolvido entre 1989 e 1994: um telescópio infravermelho totalmente descoberto de 4 metros de abertura que retrocederia para uma órbita em 3 unidades astronômicas. Esta órbita distante teria se beneficiado da redução do ruído de luz da poeira zodiacal. Outros planos iniciais exigiam uma missão do telescópio precursor do NEXUS.
A correção da ótica defeituosa do Telescópio Espacial Hubble em seus primeiros anos desempenhou um papel significativo no nascimento do JWST. Em 1993, a NASA preparou o STS-61, a missão do ônibus espacial que levaria um substituto para a câmera do HST e um adaptador para seu espectrógrafo de imagem para compensar a aberração esférica em seu espelho primário.
Em 2002, o projeto foi renomeado em homenagem ao segundo administrador da NASA (1961–1968) James E. Webb. Webb liderou a agência durante o programa Apollo e estabeleceu a pesquisa científica como uma atividade central da NASA. Em 2003, a NASA concedeu à TRW o contrato principal de US$ 824,8 milhões para o JWST. O JWST é um projeto da NASA, com colaboração internacional da Agência Espacial Europeia (ESA) e da Agência Espacial Canadense (CSA), que ingressaram formalmente em 2004 e 2007, respectivamente.
O projeto exigia um espelho primário de 6,1 metros e uma data de lançamento de 2010. Mais tarde naquele ano, a TRW foi adquirida pela Northrop Grumman e se tornou a Northrop Grumman Space Technology.

### Replanejamento (2005)
O desenvolvimento foi gerenciado pelo Goddard Space Flight Center da NASA em Greenbelt, Maryland, com John C. Mather como cientista do projeto.  O contratante principal foi a Northrop Grumman Aerospace Systems, responsável pelo desenvolvimento e construção do elemento da espaçonave, que incluiu o barramento de satélite, protetor solar, Deployable Tower Assembly (DTA) que conecta o Elemento do Telescópio Óptico ao barramento da espaçonave, e o Mid Boom Assembly (MBA), que ajuda a implantar os grandes para-sóis em órbita, enquanto a Ball Aerospace & Technologies foi subcontratada para desenvolver e construir o próprio OTE e o Integrated Science Instrument Module (ISIM).

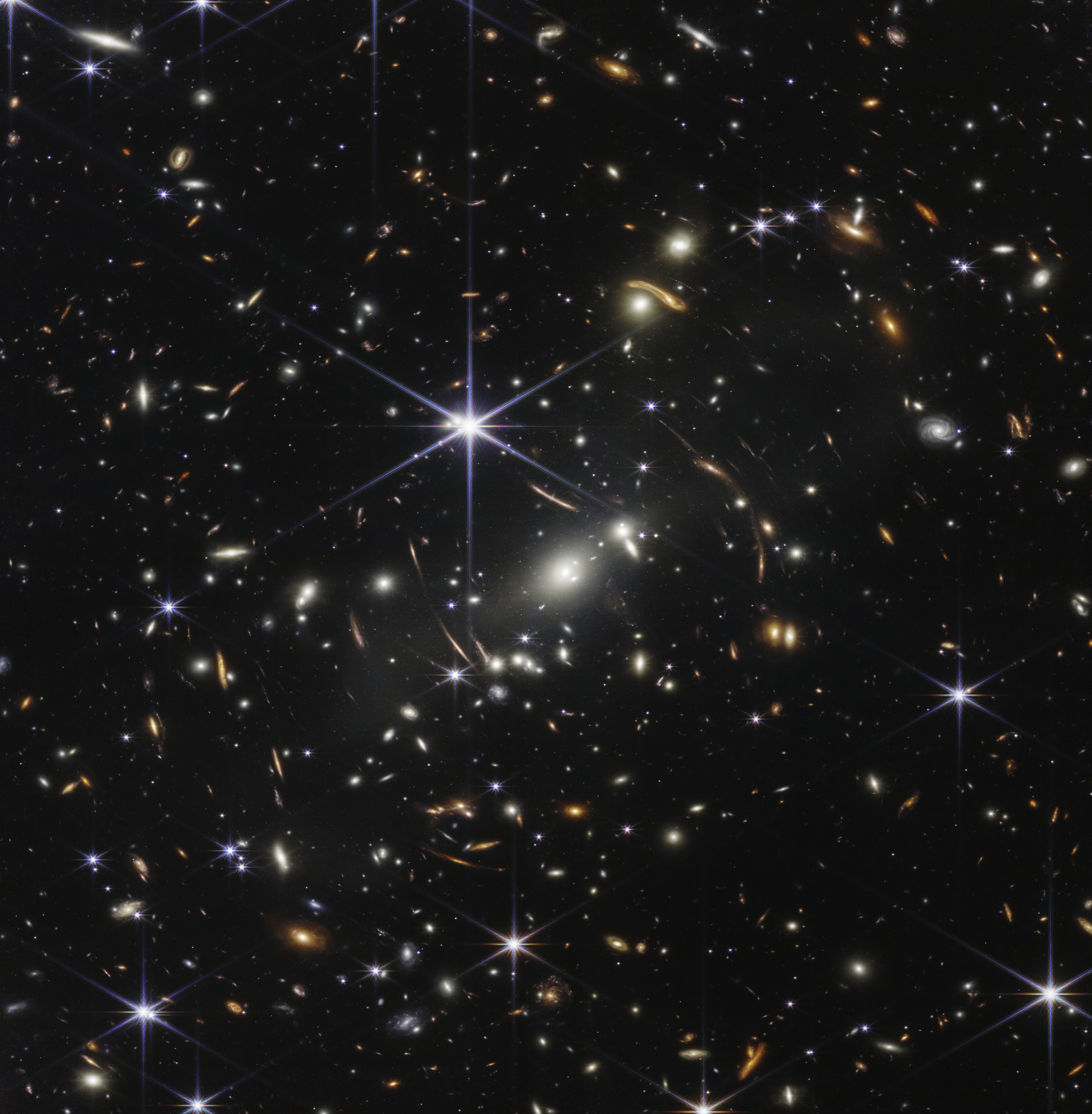
Primeira imagem em infravermelho (colorida artificialmente) feita pelo telescópio espacial James Webb. Esta imagem revela galáxias nunca antes vistas, distorções gravitacionais e algumas estrelas

### Multi-campo multi-instrumento (MIMF)
Depois de cumprir o principal marco de alinhar o telescópio ao NIRCam em março de 2022, a equipe do Webb começou a estender o alinhamento do telescópio ao guia (o Sensor de Orientação Fina, ou FGS) e aos outros três instrumentos científicos. Nasa chamou esse processo de seis semanas de alinhamento multi-instrumento multicampo (MIMF).

### Impacto por micrometeoroides
O segmento de espelho C3 sofreu um impacto de micrometeoroide de uma grande partícula do tamanho de um grão de poeira entre 23 e 25 de maio, a quinta e maior colisão desde o lançamento, relatado em 8 de junho de 2022, que exigiu que os engenheiros compensassem o ataque usando um atuador de espelho. Apesar dos impactos, um relatório de caracterização da NASA afirma que "todos os modos de observação do JWST foram revisados e confirmados como prontos para uso científico".  Até julho de 2022, o Telescópio foi atingido por pelo menos 19 pequenas rochas espaciais, incluindo uma grande que deixou danos visíveis em um dos 18 espelhos do telescópio.

### Primeiras imagens
No dia 11 de julho de 2022 a NASA apresentou a primeira imagem de campo profundo tirada pelo James Webb. O presidente americano Joe Biden revelou a imagem por meio de uma transmissão conjunta entre a Casa Branca a Agência Espacial Americana.
No dia 12 de julho de 2022, foi apresentado ao público o que a NASA chamou de "pacote" de imagens feitas pelo James Webb. Diversos objetos foram fotografados e tiveram medições espectrais reveladas.
| Nebulosa de Eta Carinae | Quinteto de Stephan | NGC 3132 | Espectro do Exoplaneta WASP 76 b |
| ----------------------- | ------------------- | -------- | -------------------------------- |
|                         |                     |          |                                  |

### Galáxias primitivas brilhantes
Dentro de duas semanas após as primeiras imagens do Webb, vários artigos de pré-impressão descreveram uma ampla gama de galáxias de alto desvio para o vermelho e muito luminosas (presumivelmente grandes) que se acredita datarem de 235 milhões de anos (z=16,7) a 280 milhões de anos após o Big Bang, muito antes do que se sabia anteriormente. Em 17 de agosto de 2022, a NASA divulgou uma grande imagem em mosaico de 690 quadros individuais tirada pela Câmera de Infravermelho Próximo (NIRCam) no Webb de várias galáxias muito antigas. Algumas galáxias primitivas observadas pelo Webb como a CEERS-93316, que tem um desvio para o vermelho estimado de aproximadamente z=16,7 correspondendo a 235,8 milhões de anos após o Big Bang, são candidatas a galáxias de alto desvio para o vermelho. Em setembro de 2022, buracos negros primordiais foram propostos para explicar essas galáxias inesperadamente grandes e primitivas.